# Børste
En børste er et redskab med stive hår til for eksempel rensning, rengøring, udfiltring, hårpleje, make up, maleri eller overfladebehandling.
Mange børstetyper er et håndredskab beregnet til at blive benyttet med en hånd.
En tandbørste er en enhåndsbetjent håndredskab til at rengøre mundens tænder. Tandbørste bruges sædvanligvis sammen med tandpasta og vand. Ofte er skaftet af plastik.
For en stålbørste er hårene lavet af stål.
Stålbørste kan være et håndredskab med træskaft eller en børste beregnet til at rotere.
- Stålbørste med træskaft
- Forskellige stålbørster beregnet til at rotere.